# Kreuzweg Ost
Kreuzweg Ost jest działającym w Austrii od 1998 projektem muzycznym, tworzącym muzykę industrialną z elementami marszowymi. 

## Skład
Kreuzweg Ost założony został przez Michaela Gregora (znanego jako Silenius) - członka austriackiego zespołu Summoning. Współpracował z nim Martin Schirenc, który wcześniej był w Pungent Stench. W roku 2000 Schirenc opuścił zespół. Jego miejsce w 2003 zajęli Ronald Albrecht oraz Oliver Stummer. Ten ostatni udziela się również w dwóch innych projektach - Tomoroh Hidari oraz w swoim własnym Namelessness Is Legion.

## Twórczość
W swojej muzyce nawiązuje do I i II wojny światowej, przejawia się to głównie we wstawkach w niemieckim języku (począwszy od zwykłych recytacji wprowadzających w trans swoją powtarzalnością po śpiewy pijanych żołnierzy). Muzyka Kreuzweg Ost jest mieszanką instrumentalnych brzmień i dźwięków wojennych - przemówień wodzów, wystrzałów artyleryjskich, itp. Ponadto wypatrzyć można w nich motywy religijne. 

## Dyskografia

### Albumy studyjne
- Iron Avantgarde (2000, Napalm Records jako Draenor Productions, DPR011)
- Edelrost (2005, Cold Spring Records, CSR58CD)
- Gott mit uns (2012, Cold Spring Records, CSR141CD)

### Kompilacje
- Swarm (A Cold Spring Records Sampler) (2006, Cold Spring Records, CSR60CD) – utwór Ein Neuer Krieg, nie wydany na żadnym z albumów